# Cantos de siega

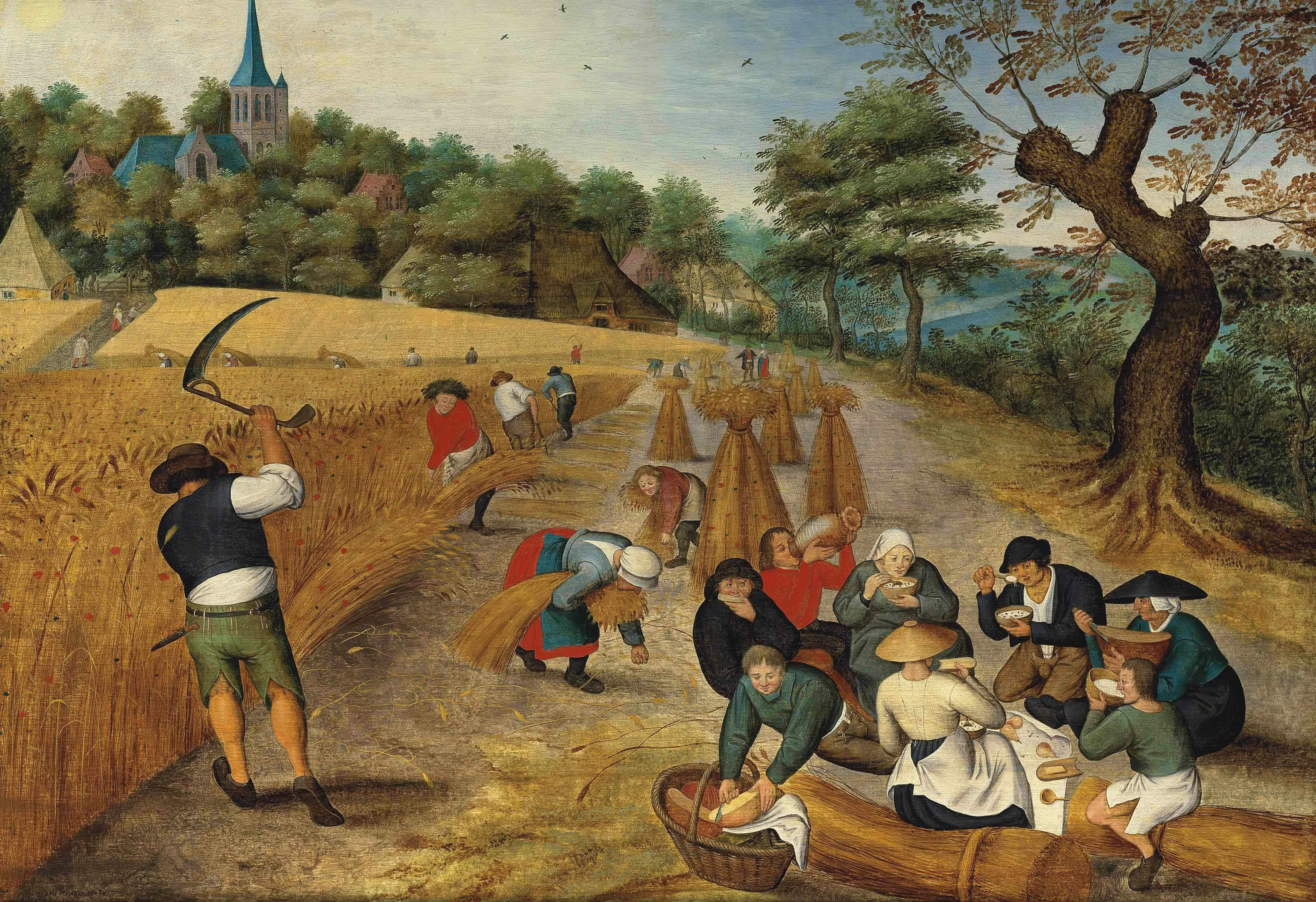
Pieter Brueghel el Joven: Los segadores (1623).

Los cantos de siega y trilla son un tipo de canción de trabajo en el conjunto de  la canción popular originada por las faenas del campo, como uno de los capítulos más antiguos de la lírica primitiva. En su mayoría se trata de composiciones anónimas, transmitidas oralmente.

## Origen
Sobre un posible origen del canto de siega, cabría datarlo en el periodo del desarrollo de las sociedades rurales, junto al conjunto de primitivas faenas pastoriles (como la esquila y su ceremonial anual), o en los ciclos agricultores del calendario agrícola, es decir: siega, acarreo, trilla, limpia, etc. El conjunto de herramientas y enseres de trabajo, como hoces, guadañas, rastrillos y «palos de gavillar», «atajeras de encaño» o «vecejeras», carros, «telerines», «varisetos», trillos, «bieldos», etc., compondrán en muchas ocasiones los elementos del escenario de los cantos de siega. Otras veces será el acto mismo de la siega el protagonista del cantar, las mañas del segador, la descripción de la cuadrilla y sus componentes colocados siguiéndo un orden jerárquico, que encabeza el mayoral (que va delante), al que siguen los dos ‘medieros’, después el ‘rabero’, y cerrando el grupo el atador, que va formando las gavillas.

## Difusión
Además de en canciones populares de todo el mundo, los cantos de siega y trilla, como los de vendimia u otras labores campesinas o ganaderas, pueden documentarse en algunas obras musicales como la zarzuela y la opereta.
Como una evolución de la canción de siega pueden considerarse obras musicales como Els Segadors (himno de Cataluña desde 1993), y en la esencia del Himno de Andalucía compuesto por Blas Infante, como memoria colectiva de la vida campesina y sus largas jornadas de trabajo de sol a sol.

## En Lope de Vega y García Lorca
Uno de los más valiosos cantos de siega conservados, recogido por Federico García Lorca, es el Axa, Fátima y Marién del siglo xv, y uno de los más conocidos en el ámbito de la literatura del Siglo de Oro español es el escrito por Lope de Vega como alegoría del paso del tiempo:

¡Oh, cuán bien segado habéis,

la segaderuela!

Segad paso, no os cortéis,

que la hoz es nueva.

Mirá cómo va segando

de vuestros años el trigo;

tras vos, el tiempo enemigo

va los manojos atando.

Y ya que segar queréis,

la segaderuela,

segad paso, no os cortéis,

que la hoz es nueva.
Lope Félix de Vega Carpio Los Benavides Acto VII

## En el refranero español
De entre los numerosos ejemplos, pueden citarse: «La cebada, en la gavilla grana», «En junio y julio, hoz en puño», «Segador, baja la mano; que la mies no es sólo grano», «Cuando segares, no vayas sin dedales», o «A quien bien siega y mal ata, para buen segador algo le falta».